# Теренто
Теренто (итал. Terento) — коммуна в Италии, располагается в области Трентино-Альто-Адидже, в провинции Больцано.
Население составляет 1692 человека (2008 г.), плотность населения составляет 40 чел./км². Занимает площадь 42 км². Почтовый индекс — 39030. Телефонный код — 0472.
Покровителем коммуны почитается святой великомученик Георгий, празднование 23 апреля.

## География
Он расположен на высоте 1210 м над уровнем моря. на солнечной стороне Валь-Пустерии, на плато к востоку от Валь-ди-Фундрес (Пфундерер-Таль). Связь с Брессаноне (на западе) осуществляется через Вандойес в нижней части долины. До главного города долины (Брунико, на востоке) можно добраться по «страда-дель-соле» (Sonnenstraße), которая пересекает деревню Фальцес и заканчивается на севере Брунико, в начале Валь-ди-Турес, или спустившись в долину Пустерталь в сторону Кьенеса.

## Происхождение названия
Топоним засвидетельствован в 827 г. как «Торрентес», в 1149 г. как «Торентен» и в 1295 г. как «Торентен» и, возможно, происходит от латинского torrens («поток»).
Деревни Колли (Пихлерн) и Пино (Пейн) засвидетельствованы в 1050 г. как «Ховарун» и в 1500 г. как «Хофферн», или в 1235 г. как «Пунаве» и в 1329 г. как «Пейн».

## История

### Герб
На гербе изображен чёрный плуг на красном фоне; это символ сельскохозяйственной деятельности этого места. Герб был принят в 1969 году.

### Возобновляемая энергия
Город очень активно использует возобновляемые источники энергии, и в 2011 году вместе с Прато-алло-Стельвио и Торре-Сан-Джорджо он получил национальную награду «Solar Championship», организованную Legambiente.

## Памятники и достопримечательности

### Религиозные архитектуры
- Церковь Сан-Джорджо[итал.], приходская церковь, построенная в 12 веке.
- Небольшая церковь, посвященная Сан-Дзено близ Пино (Пейн).

### Военная архитектура
- Замок Прато Драва в руинах, принадлежащий семье Шенек.

### Гражданская архитектура
- Путь мельниц[итал.] (Мюленталь) с многочисленными водяными мельницами, некоторые из которых частично работают в течение года.

### Природные объекты
- Земляные пирамиды в долине Миллс

## Население

### Лингвистическая разбивка
Его население почти все являются носителями немецкого языка:
| %       | Языковое деление (основные группы) |
| ------- | ---------------------------------- |
| 99,40 % | носитель немецкого языка           |
| 0,54 %  | носитель итальянского языка        |
| 0,06 %  | носитель ладинского языка          |

## Демография
Динамика численности населения:

## Антропогенная география

### Фракции
В Теренто есть только одна официальная фракция, Колли в Пустерии (Пихлерн), в то время как другие более мелкие населенные пункты — это Марга (Марген) и Пино (Пейн), в последнем есть маленькая церковь, посвященная Сан-Зено (Санкт-Циен).

## Администрация
| Период       | Имя                   | Партия | Должность | Примечания |
| ------------ | --------------------- | ------ | --------- | ---------- |
| 2005 \| 2009 | Джозеф Вегер          | ЮНП    | Мэр       |            |
| 2009 \| 2010 | Уолтер Унтерпертингер | ЮНП    | Мэр       |            |
| 2010 \| 2015 | Манфред Шмид          | ЮНП    | Мэр       |            |
| 2015 \|      | Райнхольд Вегер       | ЮНП    | Мэр       |            |

## Города-побратимы
- Эдермюнде, Германия (1989)

## Администрация коммуны
- Официальный сайт: http://www.comune.terento.bz.it//